# Gerald Guralnik
Gerald Stanford Guralnik (ur. 17 września 1936 w Cedar Falls, Iowa, USA, zm. 26 kwietnia 2014) – fizyk amerykański, profesor fizyki na Brown University. Pracował głównie w dziedzinach kwantowej teorii pola oraz ogólnej teorii względności. Szczególnie cytowany za wkład w dziedzinie spontanicznego złamania symetrii (pole Higgsa, bozon Higgsa). Laureat Nagrody Sakurai przyznawanej przez Amerykańskie Towarzystwo Fizyczne (APS) teoretykom cząstek elementarnych (2010).